# 布格陨石坑
布格陨石坑（Bouguer）是月球正面位于冷海南部的一座年轻的小撞击坑，约形成于11亿年前的哥白尼纪，其名称取自法国天文学家暨物理学家，光度学创始人皮埃尔·布给（1698年-1758年），1935年被国际天文学联合会正式批准接受。

## 描述
该陨坑西侧毗邻突出的哈尔帕卢斯陨石坑、西南靠近傅科陨石坑，拉·孔达明陨石坑位于它的东北偏北、东南和南面分别坐落了莫佩尔蒂陨石坑和比安基尼陨石坑，而它的东南则横亘了绵延422公里的侏儒山脉。该陨坑中心月面坐标为52°19′N 35°49′W / 52.32°N 35.82°W，直径22.23公里，深度约1.834公里。
布格陨石坑是一座壁沿峻峭、相对年轻的撞击坑，外观形似圆状，但东侧、西北偏北及西南略微凸出。陨坑东侧内壁显示有崩塌的迹象，坑壁最大高出周边地形810米，内部容积约307.61立方千米。坑底大小约为陨坑直径的一半，表面相对较为平坦，没有醒目的地貌结构。
布格陨石坑已被月球和行星观测协会（ALPO）列入《带有明亮射纹系统的撞击坑列表》。

## 卫星陨石坑
按惯例，最靠近布格陨石坑的卫星坑在月图上以字母标注在该坑中心点的旁边。

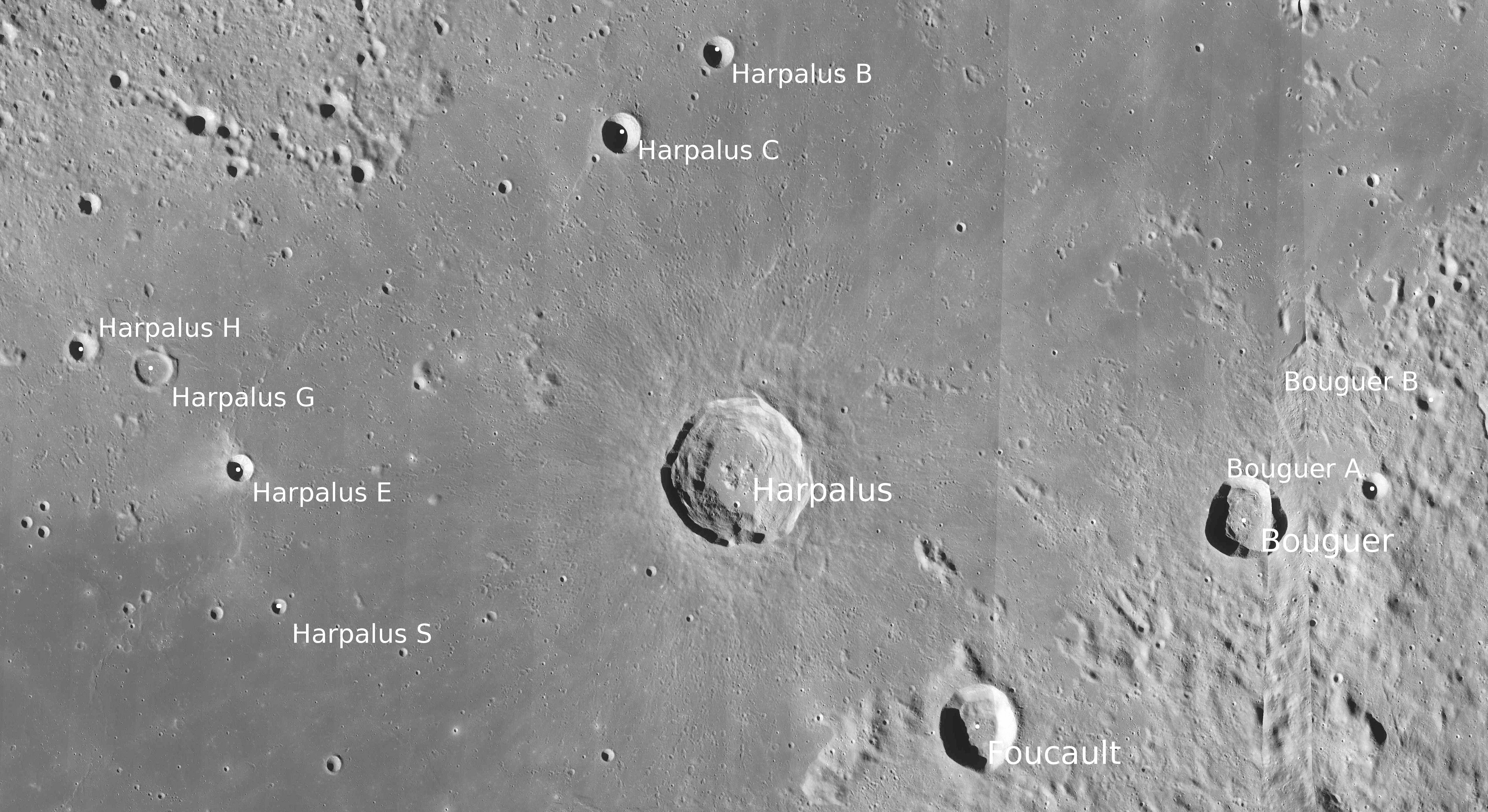
月球勘测轨道飞行器拍摄

| 布格 | 纬度     | 经度     | 直径     |
| ---- | -------- | -------- | -------- |
| A    | 52.61° N | 33.89° W | 7.37公里 |
| B    | 53.36° N | 33.07° W | 8公里.00 |

## 另请参阅
- Andersson, L. E.; Whitaker, E. A. . NASA RP-1097. 1982.
- Blue, Jennifer. . USGS. July 25, 2007  [2007-08-05]. （原始内容存档于2018-12-25）.
- Bussey, B.; Spudis, P. . New York: Cambridge University Press. 2004. ISBN 978-0-521-81528-4.
- Cocks, Elijah E.; Cocks, Josiah C. . Tudor Publishers. 1995. ISBN 978-0-936389-27-1.
- McDowell, Jonathan. . Jonathan's Space Report. July 15, 2007  [2007-10-24]. （原始内容存档于2018-12-25）.
- Menzel, D. H.; Minnaert, M.; Levin, B.; Dollfus, A.; Bell, B. . Space Science Reviews. 1971, 12 (2): 136–186. Bibcode:1971SSRv...12..136M. doi:10.1007/BF00171763.
- Moore, Patrick. . Sterling Publishing Co. 2001. ISBN 978-0-304-35469-6.
- Price, Fred W. . Cambridge University Press. 1988. ISBN 978-0-521-33500-3.
- Rükl, Antonín. . Kalmbach Books. 1990. ISBN 978-0-913135-17-4.
- Webb, Rev. T. W.  6th revised. Dover. 1962. ISBN 978-0-486-20917-3.
- Whitaker, Ewen A. . Cambridge University Press. 1999. ISBN 978-0-521-62248-6.
- Wlasuk, Peter T. . Springer. 2000. ISBN 978-1-85233-193-1.